# Schwedische Todesreinigung
Schwedische Todesreinigung (Schwedisch „Döstädning“) ist eine in Schweden historisch praktizierte Methode des Entrümpelns. Sie gehört zur Lebensweise des einfachen Lebens und ermutigt Menschen dazu, sich vor dem Tod von Besitztümern zu trennen, um Angehörige von dieser Aufgabe zu entlasten. Mit zunehmender Popularität in den Vereinigten Staaten wurde die Praxis sowohl gelobt als auch kritisiert, unter anderem als makaber bezeichnet.
Der Begriff wurde durch ein Buch der schwedischen Autorin Margareta Magnusson geprägt.
Die Tradition inspirierte eine Fernsehserie von 2023 mit dem Titel The Gentle Art of Swedish Death Cleaning, produziert von Amy Poehler. In der Sendung helfen drei Schweden US-Amerikanern beim Entrümpeln und beim Loslassen von Besitztümern.